# 小泉貞三
小泉 貞三（こいずみ ていぞう、1905年2月4日 - 1975年2月9日 ）は、経済学者、経営学者、経済学博士。関西学院大学名誉教授・ 元関西学院大学商学部長。
交通経済学の研究において数多くの研究、業績を残し、その学問の発展に寄与された。滋賀県神崎郡生まれ。

## 略歴
- 1936年 - 旧制京都第二中學校卒業
- 1936年 - 旧制関西学院 高等商業学部卒業
- 1936年 - 旧制大阪商科大学卒業
- 1936年 - 京都大学旧制大学院経済学科入学。小島昌太郎博士に師事。
- 1936年 - 関西学院大学商経学部助手
- 1937年 - 関西学院高等商業学部講師
- 1938年 - 京都大学経済学部学部副手
- 1938年 - 興亜院嘱託の身分で、 聯銀券調査研究の為北支、満州国へ小島昌太郎博士に随行、歴訪する。
- 1941年 - 関西学院大学商学部助教授
- 1943年 - 関西学院大学訓練部勤労動員課課長
- 1941年 - 関西学院大学商学部助教授
- 1949年 - 関西学院大学経済学部教授
- 1950年 - 関西学院大学大学院経済研究科教授
- 1951年 - 関西学院大学商学部教授
- 1953年 - 関西学院大学大学院商学研究科教授（1973年まで）
- 1957年 - 交通学研究のため海外留学、主に米国各大学歴訪
- 1953年 - 関西学院教職員組合組合長
- 1960年 - 経済学博士（論文『交通輸送力経済学の基本問題』）
- 1961年 – 関西学院大学商学部長（1966年まで）
- 1963年 – 関西学院評議員（1969年まで）
- 1966年 – 関西学院財務部長
- 1966年 – 滋賀大学経済学部非常勤講師
- 1968年 – 関西学院理事
- 1971年 – 神戸市交通事業審議会委員
- 1973年 – 関西学院大学名誉教授

## 受賞
- 1969年 – 兵庫県教育功労賞

## 著書
- 『交通輸送力経済学の基本問題』（弘文堂, 1968年）
- 『交通の理論』（法律文化社, 1960年）
- 『鉄道運賃の研究 D・フィリップ・ロックリン』（------, -------年）
- 『タクシー問題の研究 経営経済選書 7』（所書店, 1973年）

## 学術論文
- 『経営経済内交通の理論』（商学論究, 1973）
- 『タクシーの料金水準とタクシーの実車率との関係について』（商学論究, 1973）
- 『タクシー事業の近代化について』（運輸と経済, 1973）
- 『交通輸送力経済における一元的空間媒介性』（交通学研究, 1958）
- 『新しい運賃形成理論の性格と問題点』（交通学研究, 1961）
- 『交通輸送力経済における一元的空間媒介性』（交通学研究, 1958）
- 『新しい運賃形成理論の性格と問題点』（交通学研究, 1961）
- 『経済科学としての交通学』（交通学研究, 1962）
- 『交通における公共投資』（交通学研究, 1963）
- 『タクシーの料金水準とタクシーの実車率との関係について』（交通学研究, 1973）
- 『学会記事《追悼記》』（交通学研究, 1975）
- 『月刊「運輸と経済」』（財団法人 運輸調査局, 1958）
- 『「大都市におけるバス ・タクシーに関する答申」を読んで』（商学論究, 1972）
- 『今日の大都市におけるタクシーは公共負担をしている』（商学論究, 1971）
- 『タクシー交通事業の経営の近代化政策について』（商学論究, 1971）
- 『タクシー交通事業の本質について』（商学論究, 1971）
- 『三つの交通空間の形成について』（商学論究, 1969）
- 『「交通の理論」と「交通学の理論」 : 地域交通学を意識して』（商学論究, 1967）
- 『市場内交通学について』（商学論究, 1966）
- 『経営内交通学について』（商学論究, 1964）
- 『池内信行博士記念号の発刊に際して』（商学論究, 1964）
- 『奥田 勲博士記念号の発刊に際して』（商学論究, 1964）
- 『限界費用價格(運賃)理論の性格と問題点について』（商学論究, 1962）
- 『交通学の成立について』（商学論究, 1961）
- 『日本交通学会第十九回研究報告会』（商学論究, 1960）
- 『戦後の交通学界展望』（商学論究, 1960）
- 『交通輸送力市場の意義』（商学論究, 1960）
- 『経営内交通について』（商学論究, 1959）
- 『交通業経営空間媒介性について』（商学論究, 1959）
- 『交通輸送力経済における一元的空間媒介性』（商学論究, 1959）
- 『日本交通学会』（商学論究, 1958）
- 『交通輸送力経済における個別的合理性と社会的合理性』（商学論究, 1958）
- 『交通輸送力経済における個別的合理性と社会的合理性 (一)』（商学論究, 1958）
- 『ニューヨーク港史 : 植民地時代から二〇世紀に至る歴史的発展』（商学論究, 1958）
- 『交通市場、交通事業及び交通政策 : 交通輸送力経済学研究の立場と課題と方法について』（商学論究, 1958）
- 『海上輸送力経済の本質 : 主体的なるものを中心として』（商学論究, 1957）
- 『交通輸送力経済の本質 : 主体的なるものを中心として』（商学論究, 1956）
- 『交通輸送力の概念』（商学論究, 1955）
- 『近代的運賃の形成について』（商学論究, 1954）
- 『交通の生産性と流通性』（商学論究, 1954）
- 『日本自立経済における海運の問題』（商学論究, 1951）
- 『國際海運における日本海運の地位』（經濟學論究, 1950）
- 『日本海運の問題』（經濟學論究, 1949）
- 『経営内交通と経済内交通』（經濟學論究, 1948）
- 『佐波宣平教授「交通概論」昭和廿三年二月廿日有斐閣發行』（經濟學論究, 1948）
- 『交通におけるインフレーション』（經濟學論究, 1948）
- 『戰時統制經濟下に於ける交通部門(利潤統制)』（經營學論集, 1941）
- 『支那民船の経営について』（京都帝国経濟學曾, 1943）